# Joaquim (film)
Pour les articles homonymes, voir Joaquim.
Pour plus de détails, voir Fiche technique et Distribution.
Joaquim est un film dramatique brésilien écrit et réalisé par Marcelo Gomes et sorti en 2017.
Le film a été sélectionné pour concourir pour l'Ours d'or dans la section principale du 67e Festival international du film de Berlin.

## Fiche technique
- Titre original : Joaquim
- Titre français : Joaquim
- Réalisation : Marcelo Gomes
- Scénario : Marcelo Gomes
- Photographie : Pierre de Kerchove
- Montage : Eduardo Chatagnier
- Musique : O Grivo
- Pays d'origine : Brésil
- Langue originale : portugais
- Format : couleur
- Genre : dramatique
- Durée : 97 minutes
- Dates de sortie :
  -  Allemagne : 16 février 2017 (Berlinale)

## Distribution
- Júlio Machado : Joaquim José da Silva Xavier
- Rômulo Braga : Januário
- Welket Bungué : João
- Nuno Lopes : Matias
- Diogo Dória : Verwalter
- Eduardo Moreira : Poeta
- Isabél Zuaa : (comme Zua Mutange)
- Miguel Pinheiro : Manoel
- Paulo André :
- Chico Pelúcio :
- Antônio Edson :
- Karay Rya Pua : Inhambupé